# Wang Ming
Wang Ming, właśc. Chen Shaoyu (陈绍禹; ur. 23 maja 1904, zm. 27 marca 1974) – chiński działacz komunistyczny.
W 1924 roku wstąpił do Komunistycznej Partii Chin. Był członkiem prosowieckiej frakcji „28 bolszewików”. Od 1927 roku przebywał w Moskwie. Po usunięciu w 1930 roku Li Lisana z rozkazu Stalina przyjechał do Szanghaju i po walkach frakcyjnych został w styczniu 1931 roku sekretarzem generalnym KPCh. Rok później zastąpiony na tym stanowisku przez Bo Gu. W latach 1935–1938 był przedstawicielem KPCh przy Kominternie, a następnie szefem Biura Kadr KC. Odsunięty od życia partyjnego na początku lat 40., w ramach kampanii naprawy stylu pracy partyjnej.
W 1956 roku wyjechał na stałe do ZSRR, skąd w licznych artykułach atakował Mao Zedonga i jego koncepcje polityczne. Jako „sowiecki agent” usunięty z KPCh.